# 6-й Полтавский корпус Украинской державы
6-й Полта́вский ко́рпус (6-й П.к. Укр.д., укр. 6-й Полтавський корпус) — воинское соединение в Армии Украинской Народной Республики, созданное 17—29 апреля 1918 года (после 29 апреля 1918 в Армии Украинской державы) в Полтавской губернии во время Гражданской войны в России. Управление корпуса являлось управлением военного округа и соответственно командир корпуса имел права командующего войсками военного округа.

## Предыстория
1918 год
Германские войска оккупировали Полтавскую губернию. Губернская, уездная и волостная администрации, которые оставались верной руководству УНР, на самом деле утратили всякую связь с ним и оказалась под влиянием оккупационного военного союзного командования.
формирование 6-го Полтавского корпуса с управлением в Полтаве Полтавской губернии началось 17 апреля.
В Гадячском, Зеньковском, Золотоношском, Кобелякском, Константиноградском, Кременчугском, Лохвицком, Лубенском, Миргородском, Переяславском, Пирятинском, Полтавском, Прилукском, Роменском, Хорольском уездах началась вербовка мужского населения добровольно вступать в вооружённые силы УНР.
Одновременно в губернии формировались органы военного управления военного округа. Военный округ представлял собой территориальное общевойсковое объединение соединений, частей, военно-учебных заведений и местных военных учреждений. Территория округа соответствовала территории губернии. Администрация военного округа обязана обеспечить проведение мероприятий, связанных с подготовкой государства и вооружённых сил в случае войны, организовать подготовку войск и штабов и для более удобного управления войсками.

## История
Армия Украинского государства (укр. Україньскої держави) создавалась на Украине после прихода к власти 29 апреля 1918 гетмана П. П. Скоропадского. В числе 8 корпусов был и 6-й корпус, со штабом в г. Полтаве. Полки корпуса представляли собой «украинизированные» части Революционной армии свободной России с прежним офицерским кадром.
На 1 мая 1918:
- Управление корпуса
- 11-я пешая дивизия. Управление дивизии в г. Полтаве (губернский город Полтавской губернии и уездный город Полтавского уезда Полтавской губернии)

- 31-й пеший полк
- 32-й пеший полк
- 33-й пеший полк

- 12-я пешая дивизия. Управление дивизии

- 34-й пеший полк
- 35-й пеший полк
- 36-й пеший полк

- 6-й авиадивизион (см.Авиация Украинской державы)[5]

В оперативном подчинении 6-й авиадивизион корпуса был у Инспекции авиации Харьковского района. Авиадивизион имел 11 самолётов, из которых четыре требовали капитального ремонта, один находился в ремонте, один стоял без моторов, пять были в заводской упаковке.
В мае Германское командование объявило указ о демобилизации армии Украинской Народной Республики. Армию и Флот по собственному желанию покидали опытные козакы (солдаты и матросы) и унтер-офицеры, набранные по закону У. Н.Р. из местных жителей до 29 апреля 1918 года.
30 мая правительством издан Закон, которым была утверждена Присяга на верность Украинскому Государству, и Закон о военной подсудности. Военнослужащие начали принимать присягу, а нежелавшие служить в новой армии уходили.
24 июля Совет министров (укр. Рада министров) Украинской державы принял Закон о всеобщей войсковой повинности и утвердил План организации армии, подготовленный Генеральным штабом. 8 корпусов, которые составляли костяк армии, должны были формироваться по территориальному принципу. 1-м корпусом должен был стать Волынский.,
Соединения и воинские части комплектовались офицерами, ранее проходившими службу в Российской Императорской Армии и Революционной армии свободной России.
1 августа утверждён Закон о политическо-правовом положении служащих Военного ведомства, который запрещал им быть в составе и брать участие в работе каких-либо кружков, товариществ, партий, союзов, комитетов и иных организаций, имеющих политический характер.
В октябре на службу в ряды армии должны были быть призваны новобранцы 1899 года рождения, однако из-за внутренних и внешних факторов политической ситуации осенью 1918 года набор призывников был отложен на более позднее время.
Вооружённые силы Украинской державы состояли из 8 корпусов, выступавших одновременно и в качестве военных округов: 1-й — Волынский, 2-й — Подольский, 3-й — Одесский, 4-й — Киевский, 5-й — Черниговский, 6-й — Полтавский, 7-й — Харьковский, 8-й — Екатеринославский. Корпуса включали пешие дивизии с 1-й по 16-ю. Корпуса включали 54 пехотных и 28 кавалерийских полков, 48 полевых артиллерийских полков, 33 тяжёлых артиллерийских полков, 4 конно-артиллерийских полка. В вооружённых силах было 4,5 кавалерийских дивизий. Формирование соединений и воинских частей производилось по территориальному принципу. Имелись также Гвардейская Сердюцкая дивизия, Черноморская флотилия, Бригада морской пехоты. Штатная численность армии мирного времени составляла 75 генералов, 14 930 старшин, 2975 военных чиновников, 291 121 подстаршин и казаков. Фактическая численность вооружённых сил в ноябре 1918 года достигала 60 тысяч человек. См. также.
9 ноября в полдень Германская империя революционными гражданами провозглашена республикой. (см. Ноябрьская революция в Германской империи) Для правительства Украинской державы это событие предвещало ослабление власти.
11 ноября завершилась Первая мировая война. Германская империя прекратила существование в результате Ноябрьской революции.
14 ноября гетман П. П. Скоропадский провозгласил Акт федерации, которым он обязывался объединить Украину с будущим (небольшевистским) российским государством.
16 ноября началось восстание повстанческого движения и поддержанное восставшими войсками Украинской державы под командованием С. В. Петлюры возглавленное Директорией У. Н.Р. против власти гетмана П. П. Скоропадского. Гражданская война на Украине сметала ещё одну власть.
В армии произошёл раскол и началась «украинская гражданская война». Раскол потряс Военное и Морское министерства.
Сторонниками русской Добровольческой армии под командованием генерала А. И. Деникина становились преимущественно генеральные чины и пожилые старшины (генералы и офицеры — полковники и подполковники), а сторонниками бывшей Украинской Народной Республики становились молодые старшины (офицеры), большинство из которых закончили украинские инструкторские школы, созданные в революционные годы. Полки пеших дивизий 6-го корпуса пытались организованно сопротивляться восставшим отрядам и войскам Директории УНР, но после стремительного наступления 2-го Запорожского полка под командованием сотника Ивана Дубового из Харькова к г. Лубны и г. Полтава также вынуждены были прекратить сопротивление. Впоследствии 6-й Полтавский корпус, как и другие кадровые части, был зачислен в войска Директории УНР.
30 ноября атаман Шинкарь Н. Л. (база в Звенигородском уезде Киевской губернии) своим повстанческим отрядом захватил Полтаву, где уничтожил чинов гражданской и военной администраций Украинской державы. В этом погроме повстанцы-шинкарёвцы убили около 100 старшин (офицеров) во главе с командиром 6-го Полтавского корпуса генералом А. Слесаренко.

## Полное наименование
6-й Полтавский корпус

## Командование
- Слесаренко Александр, командир корпуса, генерал, (… — 30.11.1918).[11]
- Купчинский Николай Николаевич, начальник 11-й пешей дивизии (20.11.1918 — …).[12]

- Купчинский Н. Н. В 1918 в армии Украинской Державы. Начальник 6-й пешей дивизии 3-го Одесского корпуса с 8 июня 1918 года. 20 ноября 1918 года назначен начальником 11-й пешей дивизии в Полтаве. В ноябре 1918 года во время восстания против власти  гетмана П.П. Скоропадского командовал сводным отрядом офицеров 6-го Полтавского корпуса в боях против войск Директории УНР. После роспуска отряда уехал в Крым. 13 января 1919 года официально уволен из украинской армии. Участник Белого движения в составе Вооружённых сил Юга России и Русской армии. Со 2 января 1919 года находился в резерве чинов при штабе главнокомандующего ВСЮР. Вооружённых сил Юга России (существовали с 26.12.1918 по ст.ст или с 8.1.1919 по нв.ст). С 22 января по 22 мая 1919 года - в резерве чинов при штабе Крымско-Азовской Добровольческой армии (существовала 10.01-22.05.1919). С 22.06.1920 в резерве чинов ВСЮР.

- Годило-Годлевский Александр Елеазарович, Начальник артиллерийской части штаба 6-го Полтавского корпуса армии УНР (20.09.1918-01.01.1919).[13]

- Годило-Годлевский А. Е. В армии УНР. Ровненский уездный военный комендант с 02.02.1918 года. Помощник губернского коменданта Подольской губернии с 12.04.1918 года. После 29 апреля 1918 года в армии Украинской державы. Ровненский уездный комендант с 06.06.1918 года. Начальник артиллерийской части штаба 6-го Полтавского корпуса армии У.д. с 20.09.1918 года. Зав. арт. частью штаба Левобережного фронта армии УНР с 01.01.1919 года. Зав. арт. частью штаба Левобережного фронта армии УНР с 01.01.1919 года. Зав. арт. частью Запорожского корпуса армии УНР с 01.02.1919 г. Начальник снабжения Запорожского корпуса с 25.03.1919 г. Начальник снабжения Восточного фронта армии УНР с 01.04.1919 года и одновременно командир бронепоезда. Начальник комиссии по приёму и классификации военного имущества Восточного фронта, переданного румынским властям с 15.04.1919 года. В 1919-1920 годах в корпусе пограничной охраны УНР. В апреле 1920 года организатор и командир 14-го стрелкового куреня 5-й бригады 2-й дивизии армии УНР (позже 3-й Железной стрелковой дивизии). Получил ранение в ногу. С июля 1920 года прикомандирован к штабу 3-й Железной стрелковой дивизии. Начальник школы хорунжих военного времени той же дивизии.

## Состав
На 1 мая 1918:
- Управление корпуса в Полтаве
- 11-я пешая дивизия. Управление дивизии в Полтаве (губернский город Полтавской губернии и уездный город Полтавского уезда Полтавской губернии)

- 31-й пеший полк
- 32-й пеший полк
- 33-й пеший полк

- 12-я пешая дивизия

- 34-й пеший полк
- 35-й пеший полк
- 36-й пеший полк

- 6-й авиационный дивизион